# 魚住里奈
魚住 里奈（うおずみ りな、1980年10月22日 - ）は、日本のAV女優。ピースプロモーション所属。

## 略歴・人物
2006年にデビューした。

## 出演作品

### アダルトビデオ
2007年
- 柔乳 9 Hcup 102cm（3月20日、440企画）
- 仮面グラマラス7 高級エステティシャンの性癖（4月13日、グローリークエスト）
- 現役Hカップエステティシャン（4月20日、スターパラダイス）
- Boin Boin DX14（4月28日、メディアバンク）
- 熟女ヒロイン討伐 3（5月25日、GIGA）
- 美熟女温泉 湯けむり旅情 弥生 桜の月 魚住里奈30歳（5月30日、ゴリラプロジェクト）
- びちょびちょ爆乳遊戯 乳漁り（6月21日、ステージメディア）
- 中出し母娘どんぶり 美しき爆乳母とペチャパイ娘（7月20日、メディアサプライ）
- 彼女の母　爆乳母と美少女（7月24日、メディアサプライ）
- 巨乳女教師欲情［2］（7月31日、ステージメディア）他出演：愛樹るい、川峰さくら
- BIGBUST 100cm Icup（8月13日、MOODYZ）
- 巨乳女狩り 30（8月25日、クリスタル映像）他出演：天咲めい、西野ひなた、宮崎あい、水元えり、麻生なな
- 爆乳妻 凌辱される社長夫人（9月8日、隼エージェンシー）
- 義姉さん、昼間からよばいです 19（9月14日、クリスタル映像）他出演：久保川純、香咲あみ、三咲マリナ、菊川れみ、水川彩子
- パイズリデジタルモザイク（10月25日、YeLLOW）
- 昼間に自宅で監禁されて…　不法侵入×巨乳妻レイプ魚住里奈（11月5日、ドリームチケット）
- フェラコレ　熟女編25人のフェラマダム（11月10日、隼エージェンシー）
- 中出し義母レイプ 4（11月10日、TMA）他出演：町村小夜子、流川純、葉月奈穂
- 熟女のオナニー 熟女26人の生・本気オ（12月21日、なでしこ）
- もっと! 勢いのあるパイズリ発射（12月22日、レイディックス）
- 凌辱愛人 巨乳に戯れる父と息子（12月27日、センタービレッジ）

2008年
- 中出しお義母さんが教えてあげる 禁断の義母膣（なか）出し 3時間（1月11日、ビッグモーカル）
- 巨乳義母逆レイプ（1月18日、グレイズ）他出演：町村小夜子、葉月奈穂、流川純
- Smoking Girls（2月8日、TMA）他出演：松田亜美、志村玲子、さくらの、桐原あずさ
- 言葉責め×チ○ポ狩り 極乳痴女の男喰い（2月20日、ステージメディア）
- 母の悪戯（3月19日、MARIA）
- 叔母さんとしたい…（3月25日、小林興業）他出演：坂上えりな
- MADONNA BOOTCAMP（4月8日、MADONNA）共演：村上涼子、翔田千里、川瀬さやか、藤堂直美
- 中出し人妻暴行 怒りを膣で受け止めな!!3時間（4月11日、ビッグモーカル）
- 中出しお義母さんが教えてあげる お父さんには内緒の秘めごと（4月25日、ビッグモーカル）他出演：麻生岬、松下ゆうか
- 中出し人妻暴行 嫌がってる割に濡れてんじゃねぇかよ!!（5月25日、ビッグモーカル）他出演：麻生岬、松下ゆうか

2009年
- 若妻達の情事 2（2月20日、コマダム倶楽部）他出演：千葉ゆかり
- 豊満! むっちり肉汁四人衆（6月20日、ルビー）
- 快楽エロ爆乳妻（6月25日、フォーディメンション）
- むちむち奥さんの巨大乳房で揉まれてみたい!?（7月21日、ステージメディア）